# Hoplobatrachus tigerinus
Hoplobatrachus tigerinus és una espècie de granota que viu al sud-est d'Àsia.
Està amenaçada d'extinció per la pèrdua del seu hàbitat natural.